# Армения
Вижте пояснителната страница за други значения на Армения.
Армения (на арменски: Հայաստանի Հանրապետություն, Hayastani Hanrapetut’yun) е унитарна полупрезидентска република, разположена в Югозападна Азия, но политически и културно приемана като част от Европа. Граничи с Турция на запад и с Грузия – на север, има общи граници с Азербайджан на изток и с Иран – на юг.
Столицата на страната е град Ереван. Площта ѝ е 29 743 km², от които 28 342 km² суша и 1401 km² водна площ. Официален език в Армения е арменският.

## География
Армения е страна в Южен Кавказ. Разположена е между Черно море и Каспийско море, но без да има излаз на море. Климатът в страната е континентален. Летата са сухи и слънчеви и продължават от юни до средата на септември. Зимите са много студени, с изобилие от сняг.
Релефът на Армения е предимно планински, силно разчленен от дълбоки речни долини. Равнинен релеф има само на югозапад, където е разположена част от Араратската равнина. Голяма част от площта на страната е заета от високото Арменско плато (с най-висок връх Арагац – 4090 m), обградено от североизток и изток от стръмните хребети на Малък Кавказ. Най-високата точка на страната е разположена в планината Арагац на 4095 m н.в., а най-ниската е около 400 m.
Има много гори и многобройни малки, но буйни, бързотечащи реки и потоци, с много водопади и бързеи, както и над 100 планински езера. Най-голяма е реката Аракс с притока ѝ Раздан. Най-голямо е езерото Севан, разположено в арменските планини – около 1360 km² площ и дължина на бреговата линия 232 km. То съставлява повече от 85% от повърхностните води на страната и е второто по големина езеро на надморска височина над 1900 m.

## История
Арменската народност се сформира между VIII и VI век пр.н.е. на територията на Мала Азия, където нейни предшественици са населенията на различни древни страни, като царството Урарту, Хетската империя, Фригия и редица малки държави и конфедерации като Хайаса. Районът на езерото Ван е център на могъществото на Урарту, в което арменците стават преобладаваща група.
След разпадането отначало на Урарту и Асирия, а след това – и на Мидия, през 559 г. пр.н.е., местните арменци начело с династията Ервандуни (Оронтиди), постигнат значителна автономия под продължило около 100 години мидийско управление и основават арменска държава през VI век пр.н.е. Тя възниква върху основите на урартските институции и е силно повлияна от религията, културата и обичаите на Урарту:с. 16 – 19. Управлението на Ервандуните трае от около 585 г. пр.н.е. до възхода на Арташесидите през 190 г. пр.н.е. Около 546 г. пр.н.е. персийският цар Кир II завладява Армения, но поддържа приятелски отношения с тях, като им дава свобода по отношение на политическата власт и възможност да спазват своите обичаи, стига да плащат данъците си и да изпращат арменски военни части и коне в походите му. Първото писмено сведение за Армения е в Бехистунския надпис – от времето на Дарий I. При този цар избухват въстания срещу персийското управление, които са жестоко потушени. Дарий назначава за сатрапи на арменските провинции представители на знатни арменски семейства. Техен главен административен център тогава е Ван, друг става Еребуни.
След рухването на Ахеменидската империя под ударите на Александър Велики през 331 г. пр.н.е. династията Ервандуди извоюва суверенитет и установява първата независима арменска държава. Тогава тя се състои от 3 отделни района: Велика Армения (Армения Майор), Малка Армения (Армения Минор), разположена на северозапад от Ефрат и Цопк (Софена). Велика Армения обхваща основната част на историческа Армения. Велика и Малка Армения не са сред разделените от диадохите земи, което означава, че вероятно Александър не е завладял Велика Армения. Той назначава управители в Малка Армения, които отговарят за събирането на данъците, но скоро арменците се разбунтуват срещу тях. След смъртта на Александър земите между Ефрат и Индия са дадени на цар Селевк I. По същото време Ервандуните се възползват от политическия хаос и укрепват властта си във Велика Армения и отчасти в Цопк, докато по-елинизираната Малка Армения минава под управлението на Селевкидите, на Понт или Кападокия. Разпадането на империята на Селевкидите дава възможност за укрепване на Партското царство, което при царуването на Митридат I и Митридат II става доминираща сила в региона. В същото време в района се намесват и войските на Древен Рим.
Царете от династия Арташесиди утвърждават Велика Армения като независима държава през 190 г. пр.н.е., макар че тя съществува под контрола на двете големи сили: Римската република и партите. Когато съперничеството между двете се изостря и започват Римско-партските войни, Арташес взема страната на Рим. След смъртта му около 160 г. пр.н.е. Армения и други селевкидски територии продължават да се оспорват между Рим и Партия до 96 г. пр. н.е., когато е сключен мир. Следва 40-годишен период на царуване на Тигран Велики от династията Арташесиди, когато Велика Армения се разширява и става една от най-могъщите държави в региона. През 114 г. император Траян завоюва Армения и я обявява за римска провинция.
Велика Армения е първата държава, приела християнството (301 г.), като официална религия при Тиридат Велики. През 387 г. страната е разделена между римляните и персите. Западната част (римската) почти веднага е организирана като римска провинция, докато в по-голямата (източната част) персите запазват властта на династията Аршакуни (Аршакиди) до 428 г. След тази дата Източна Армения е превърната в марзпанство начело с марзпан (наместник на персийския шахиншах), който до VI век е избиран сред арменските високопоставени благородници нахарари.
През Ранното средновековие на обитаваните от арменци територии господстват Персия, Византия, а в последствие – арабите, които я завладяват през първата половина на VII век През 885 г. Армения си връща независимостта като Анийско царство, което под управлението на династията на Багратидите, просъществува до 1045 г. По това време от Средна към Мала Азия настъпват селджуците и арменските владения отново се озовават ту във византийски, ту в арабски, ту в селджукски и по-късно в монголски ръце. Незавладяно остава Арменското кралство Киликия (1050 – 1375 г.), обхващащо земи, които днес се намират в Югоизточна Турция. То съществува три века и взаимодейства с европейците от кръстоносните походи, докато е завладяно от мамелюците. Титлата цар на Армения преминава към владетелите на кралство Кипър, а по-късно към венецианците.
Към края на XIV век Армения вече не съществува като отделна държава, а територията ѝ е отново предмет на оспорване между Османската империя и Сефевидите в Персия по време на Персийско-османските войни, продължили до началото на XIX век. През 1820 г. една част от историческа Армения, намираща се под персийско владичество, е присъединена към Русия.
В периода 1918 – 1920 г. Армения е независима република. В края на 1920 г., Турция завладява Западна Армения, а Червената армия окупира Източна Армения. Последната е присъединена към образуваната на 12 март 1922 г. Закавказката съветска федеративна социалистическа република, която е една от основателките на Съветския съюз (30 декември 1922 г.). На 5 декември 1936 Закавказката СФСР е разформирована и е образувана Арменската съветска социалистическа република. През 1991 г., Арменската ССР обявява независимостта си от СССР.

## Административно деление
Република Армения административно е разделена на 10 области, които включват градски и селски общини.

## Държавно устройство
Армения е полупрезидентска република. Президентът на Армения се избира за срок от 5 години, като не може да бъде избиран повече от два мандата последователно. Кандидатите за президент трябва да са на възраст над 35 години и да са живели в Армения поне 10 години.
Народното събрание е законодателен орган в Армения, състои се от 131 депутати, избирани за срок от 4 години. Мажоритарно избраните депутати са 56, а пропорционално избраните – 75. Изборната бариера е 5%.

## Население
Армения има население от 3 262 000 души (2010 г.) и е втората по гъстотата на населението сред бившите съветски републики. След разпадането на СССР съществува проблем със спада в населението поради високи равнища на миграция, но този проблем е значително по-малък. Основната причина за това е притокът на арменци, завръщащи се в страната си, като тази тенденция се очаква да продължи и занапред. Очаква се, че до 2010 г. Армения ще възвърне положителните нива на своя естествен прираст на населението.
Етническите арменци са 97,9% от населението. По-големи малцинства са: йезидите – 1,3% и руснаците – 0,5%, освен тях има още асирийци, украинци, гърци, кюрди, грузинци и беларуси. Има също и малки общности на власи и др. По съветско време азербайджанците представляват втората по големина група в страната (около 2,5% от населението през 1989 г.). В резултат на конфликта в Нагорни Карабах почти всички азербайджанци напускат Армения и се преселват в Азербайджан.
Възрастова структура (%)
- 0 – 14 години – 22,2% (м: 374 597; ж: 363 115)
- 15 – 64 години – 67,7% (м: 1 104 100; ж: 1 150 282)
- 65 години и по-възрастни – 10,1% (м: 141 330; ж: 196 675)

Брой на работещите – 1,4 млн. (2001)

## Икономика
- Парична единица: драм
- Автомобилен код: ARM
- Брутен вътрешен продукт: 11,2 милиарда щатски долара (2001)
- Ръст на промишлеността: 3,8% (2001)
- Обем на вноса: 868,6 милиона щатски долара (2001)
- Инфлация: 3,1% (2000)

## Култура

### Образование
През Средновековието на територията на Армения са съществували университетите: Анийски (XI век), Гладзорски (XIII век), Татевски (XIV век), Санаинска академия (XII век), където, наред с богословие, са се преподавали и светски дисциплини: история, философия, граматика, математика, медицина, музика.
Държавният университет в Ереван е основан през 1919 година.

## Личности
- Месроб Машдоц
- Григор Нарекаци
- Мовсес Хоренаци
- Анания Ширакаци
- Момик
- Аршил Горкий
- Гарзу
- Фрик
- Хачар
- Жансем
- Уилям Сароян
- Иван Ласкин
- Рафи
- Магърдич Халваджиян
- Силви Вартан
- Кеворк Кеворкян
- Вили Казасян
- Хайгашод Агасян
- Мануела Малеева
- Шарл Азнавур
- Шер
- Филип Киркоров
- Ким Кардашян

## Други
- Арменпрес
- Зорац карер - група мегалити
- Летище "Звартноц"
- Въоръжени сили на Армения
- Външна политика на Армения